# Departamento de San Petersburgo del Instituto de Matemáticas Steklov de la Academia de Ciencias de Rusia
El Departamento de San Petersburgo del Instituto de Matemáticas Steklov de la Academia de Ciencias de Rusia (ruso: Санкт-Петербургское отделение Математического института им. В. А. Стеклова РАН
, abreviado ПОМИ (POMI) del "Петербургское отделение Математического института", Instituto de Matemáticas sucursal de San Petersburgo) es un instituto matemático de investigación en San Petersburgo, que es parte de la Academia de Ciencias de Rusia. Hasta el año 1992 fue conocido como "Departamento de Leningrado del Instituto de Matemáticas Steklov de la Academia de Ciencias de la URSS" (ЛОМИ, LOMI)
El nombre de la institución lo lleva por una tradición histórica de su creación y desde 1995 es completamente independiente y no tiene ninguna subordinación al Instituto de Matemáticas Steklov.
El instituto fue fundado en 1940 como departamento del Instituto Steklov y fue nombrado en honor a Vladímir Steklov, un matemático, mecánico y físico ruso.